# Colmar von der Goltz
Colmar Freiherr von der Goltz, ook bekend als Goltz Pasja (Adlig Bielkenfeld (Oost-Pruisen, huidig Oblast Kaliningrad), 12 augustus 1843 - Bagdad, 19 april 1916), was een Pruisisch officier en militair historicus, met de rang van generaal-veldmaarschalk van het Duitse Keizerrijk.
Von der Goltz ging in 1861 in het leger en werd gewond in de Duitse Oorlog (1867). Tijdens de Frans-Duitse Oorlog (1870-1871) was hij verbonden aan de staf van prins Frederik Karel van Pruisen. Nadien werd von der Goltz professor aan de militaire academie van Potsdam. 
In 1883 werd hij als militair adviseur naar het Ottomaanse Rijk gestuurd, waar hij tot 1895 belast was met de modernisering van het leger. Hij kreeg hiervoor de titels van pasja en moesjir (maarschalk).
Von der Goltz maakte verder carrière in Duitsland, die hij in 1911 afsloot met zijn benoeming tot Generalfeldmarschall.
Bij het uitbreken van de Eerste Wereldoorlog kwam Von der Goltz weer in actieve dienst. Van 23 augustus 1914 tot 28 november 1914 was hij de militair gouverneur van België. In deze functie viel hij op door het nemen van gijzelaars en de harde repressie van elk vermeend verzet. Al in zijn eerste proclamatie, 5 september 1914, verklaarde hij dat alle verzet zonder genade gestraft zou worden en dat het straffen van vijandelijke handelingen noodzakelijkerwijs ook onschuldigen zou treffen. Hij deed deze uitspraak nadat hij met eigen ogen de verwoesting van Leuven had aanschouwd. Voor Adolf Hitler was Von der Goltz een voorbeeld als het aankwam op een "efficiënte" aanpak van sabotage (afbranden van dorpen, fusilleren van burgemeesters, wegvoeren van vrouwen en kinderen).
Al snel vroeg en kreeg von der Goltz overplaatsing en werd hij opnieuw militair adviseur in het Ottomaanse Rijk, waar hij aan tyfus overleed.

## Militaire loopbaan
- Leutnant: 23 juli 1861[3]
- Oberleutnant: 15 september 1869[3]
- Hauptmann: 3 oktober 1871[3][4]
- Major: 12 oktober 1878[3][4]
- Oberstleutnant: 25 augustus 1883[3]
- Oberst: 22 maart 1887[3]
- Generalmajor: 18 juni 1891[3]
- Generalleutnant: 18 april 1895[3]
- General der Infanterie: 27 januari 1900[3]
- Generaloberst: 1908[3]
- Generalfeldmarschall: 1 januari 1911[3][4]

## Onderscheidingen
- Pour le Mérite in 1911[4]
- Pour le Mérite voor wetenschappen en kunsten in 1911[5]
- IJzeren Kruis 1870, 2e klasse
- Grootkruis in de Kroonorde
- Commandeur in de Orde van de Rode Adelaar
- Ere-ridder grootkruis in de Orde van Sint-Michaël en Sint-George
- Erekruis der Ie Klasse in de Huisorde van Hohenzollern met Zwaarden

Frederik Karel van Pruisen · Frederik III van Pruisen · Eberhard Herwarth von Bittenfeld · Karl Friedrich von Steinmetz · Helmuth von Moltke · Albert van Saksen · Albrecht von Roon · Edwin von Manteuffel · Leonhard von Blumenthal · George van Saksen · Albert van Pruisen · Albrecht van Oostenrijk · Frans Jozef I van Oostenrijk · Alfred von Waldersee · Gottlieb von Haeseler · Wilhelm von Hahnke · Walter von Loë · Arthur van Connaught en Strathearn · Carol I van Roemenië · Max von Bock und Pollach · Alfred von Schlieffen · Colmar von der Goltz · George V van het Verenigd Koninkrijk · Frederik August III van Saksen · Constantijn I van Griekenland · Paul von Hindenburg · Karl von Bülow · Frederik van Oostenrijk · August von Mackensen · Lodewijk III van Beieren · Willem II van Württemberg · Rupprecht van Beieren · Leopold van Beieren · Albrecht van Württemberg · Ferdinand I van Bulgarije · Mehmed V van het Ottomaanse Rijk · Franz Conrad von Hötzendorf · Karel I van Oostenrijk · Hermann von Eichhorn · Remus von Woyrsch · August van Württemberg